# Metakrylsyra
Metakrylsyra eller 2-metylpropensyra är en karboxylsyra med formeln C3H5COOH. Ämnet är en isomer till krotonsyra. Metakrylsyrans salter och estrar kallas metakrylater.

## Framställning
Metakrylsyra framställs vanligen genom oxidation av isobutylen (C4H8) eller dehydrering av tert-butanol till metakrolein (C4H6O) som sedan oxideras vidare till metakrylsyra.
Metakrylsyra förekommer även naturligt i romersk kamomill.

## Användning
Metakrylsyra används för att framställa metakrylater, framför allt metylmetakrylat (MMA) och dess polymer, polymetylmetakrylat (PMMA).